# Николај Иванович Богданов
Николај Иванович Богданов (рус. Николай Иванович Богданов је био руски генерал који је учествовао у ратовима против Наполеонове Француске. За своје војне успехе добио је бројна признања и одликовања, а својим искуством се и касније борио против Турака. У Наполеонским ратовима учествовао је у Бородинској бици.

## Биографија
Порекло Николе Ивановича Богданова је из редова српског племства у Славеносрбији. Богданов је 27. марта 1795. године одликован Орденом Светог Ђорђа 4. степена „За ревносну службу и храбре подвиге учињене током пораза пољских устаника“ у Виљнуском устанку и приликом јуришања на градска утврђења, где је командовање пушкама које су му поверене од 8. до 31. јула 1794. допринео је руском победа уз заузимање Вилњуса.
Богданов је добио чин генерал-мајора у октобру 1798. и служио је као шеф 8. коњичке артиљерије од 7. марта 1800. до 27. августа 1801. (у септембру 1801. по грегоријанском календару). Командовао је руским артиљеријским пуком у бици код Аустерлица 1805. Касније је напустио војску и служио као цивилни гувернер Туле од 1811. до 1814. Пре Бородинске битке Богданов је позван на дужност и нови официр (генерал-мајор И. И. Милер) постављен је на чело Тулске народне милиције, такође познато као Народна милиција„.
”
Већ је био генерал-потпуковник (1807) и члан државног савета (1808) и цивилни гувернер Туле (1811) непосредно пре Бородинске битке. И током саме судбоносне битке заштитио је десно крило руске армије, познатије као Редут Рајевског и за овај подвиг добио је орден Светог Георгија 3. степена.
Умро је у Москви 1829. Имао је 77 година.

## Награде и одликовања
- Орден Светог Георгија, 4. класе (27. март 1795.)[2]
- Орден Светог Георгија, 3. класе (7. септембар 1812.)[2]

## Белешке
1. ↑  енгл.